# Radio Jeunes
Radio Jeunes (إذاعة الشّباب) è un'emittente pubblica radiofonica tunisina creata il 7 novembre 1995.
Trasmette in modulazione di frequenza su tutto il territorio nazionale, e i suoi studi si trovano a Tunisi (Maison de la Radiodiffusion-télévision tunisienne).
È possibile ricevere Radio Jeunes anche in alcune zone della provincia di Trapani e di Agrigento.